# Åklagarmyndigheten
Den här artikeln handlar om den svenska myndigheten med detta namn. För det generella begreppet, se Åklagarväsendet.

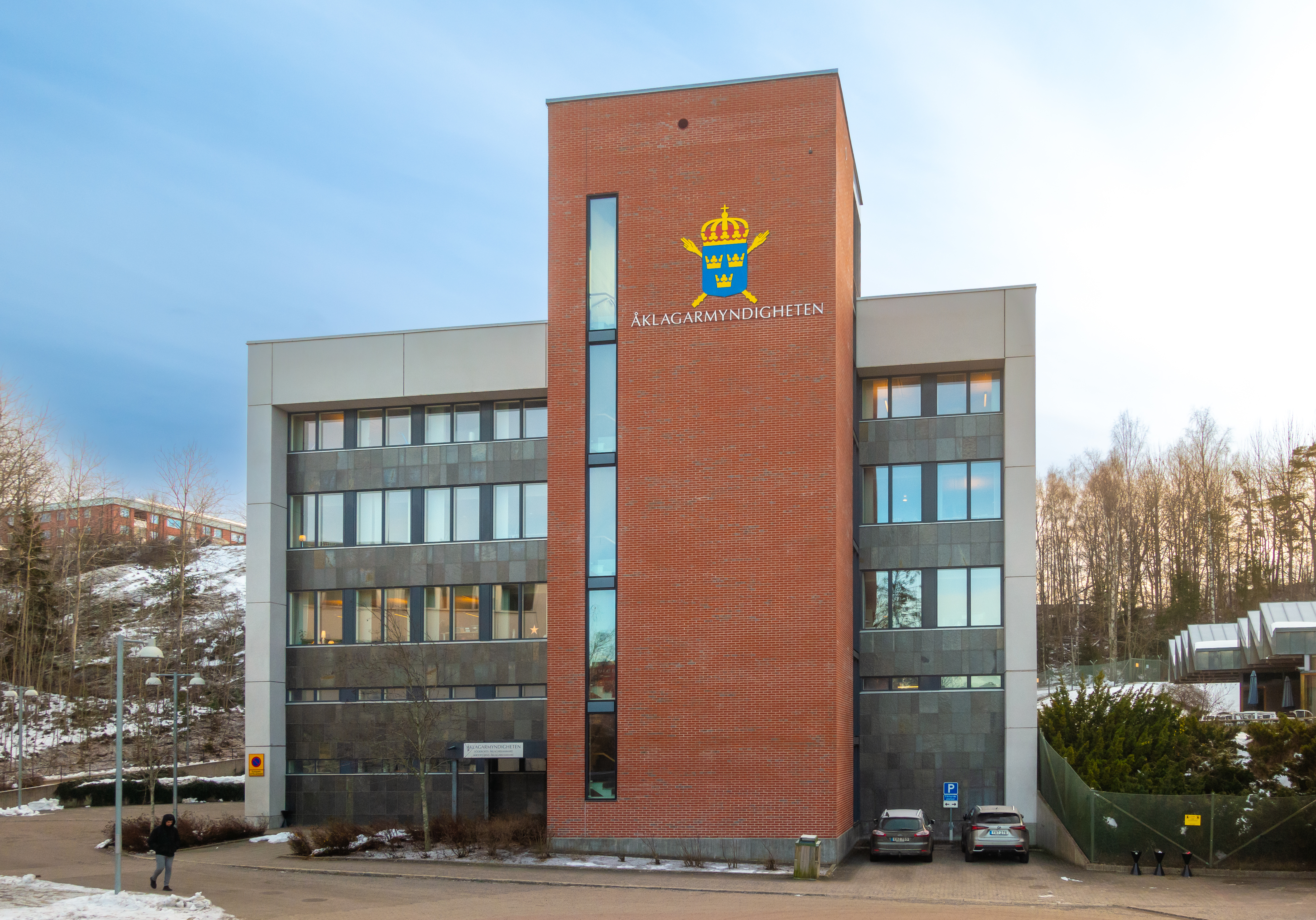
Åklagarmyndigheten i Flemingsberg. Södra åklagarkammaren i Stockholm handlägger brott som begåtts i följande stadsdelar i Stockholms stad: Enskede, Årsta, Skarpnäck, Farsta, Vantör, Liljeholmen, Hägersten-Älvsjö och Skärholmen. Kammaren handlägger även brott som begåtts i kommunerna: Nacka, Tyresö, Värmdö, Haninge, Nynäshamn, Huddinge, Botkyrka, Södertälje, Nykvarn och Salem. Kammaren arbetar mot Södertörns tingsrätt, Södertälje tingsrätt och Nacka tingsrätt.

Åklagarmyndigheten är svensk statlig förvaltningsmyndighet med uppgift att bidra till att personer som begår brott ställs till ansvar för handlingarna och att detta sker på ett effektivt och rättssäkert sätt. Åklagarmyndigheten ansvarar för åklagarverksamheten i Sverige med undantag för åklagarverksamheten vid Ekobrottsmyndigheten. Myndigheten leds av riksåklagaren och har cirka 2.100 anställda varav omkring 1.300 är åklagare. 
Förutom Åklagarmyndigheten finns alltjämt särskilda åklagare som justitiekanslern, JK, och justitieombudsmannen. JK är dessutom ensam åklagare i mål om tryckfrihets- och yttrandefrihetsbrott.
Myndigheten är från 1 oktober 2022 beredskapsmyndighet och ingår i beredskapssektorn ordning och säkerhet.

## Historia
Åklagarmyndigheten inrättades den 1 januari 2005 och omfattar alla tidigare lokala och regionala åklagarmyndigheter inom vilka de allmänna åklagarna var anställda. 
Det fanns 1996–2005 sex åklagarmyndigheter i riket, en i varje åklagarregion. Inom varje åklagarmyndighet fanns ett antal åklagarkammare. Chef för en åklagarmyndighet var en överåklagare. Myndighetschefens ställföreträdare var en vice överåklagare. 
Sedan 2005 har de regionala åklagarmyndigheterna upphört och ersatts av en enda central förvaltningsmyndighet, Åklagarmyndigheten. Ekobrottsmyndigheten är Sveriges andra åklagarmyndighet med samordnande ansvar för bekämpningen av ekonomisk brottslighet.

## Dagens organisation
Från 1 januari 2021 gäller en ny områdesindelning med fem åklagarområden. Den operativa verksamheten delades in i fyra geografiska åklagarområden:
- Nord-Mitt
- Väst-Bergslagen
- Stockholm
- Syd-Öst

Åklagarområdena består av de 32 allmänna kamrarna och indelningen i områden motsvarar geografiskt ungefär ett eller två län. Dessutom finns sedan tidigare en nationell åklagaravdelning bestående av de fyra riksenheterna i Åklagarmyndigheten.
Därutöver finns i myndigheten Särskilda åklagarkammaren (tidigare Riksenheten för polismål), en separat enhet som handlägger misstankar om brott av bland annat poliser, åklagare och domare och som är direkt underställd riksåklagaren.
I myndigheten finns också fyra nationella åklagarkammare:
- Riksenheten för miljö- och arbetsmiljömål
- Riksenheten mot korruption
- Riksenheten för säkerhetsmål
- Riksenheten mot internationell och organiserad brottslighet

## Personal
- Åklagaraspirant
- Assistentåklagare
- Kammaråklagare
- Vice chefsåklagare
- Chefsåklagare
- Vice överåklagare
- Överåklagare
- Vice riksåklagare
- Riksåklagare

## Åklagarmyndighetens författningssamling
Åklagarmyndighetens författningssamling består av föreskrifter och allmänna riktlinjer.